# مسلسل کلت-برونینگ ام۱۸۹۵
مسلسل کلت-برونینگ ام۱۸۹۵ (به انگلیسی: Colt–Browning M1895) نام یک مسلسل بود که در ۱۸۸۹ میلادی بر اساس طرح جان برونینگ و متیو اس برونینگ ساخته‌شد. این مسلسل نخستین مسلسل موفق دارای مکانیزم مسلح‌شدن با گاز باروت بود. این مسلسل را به علت ساختار نامتعارفش Potato digger (ماشین برداشت‌کنندهٔ سیب‌زمینی) می‌خواندند.

## به‌کاربرندگان

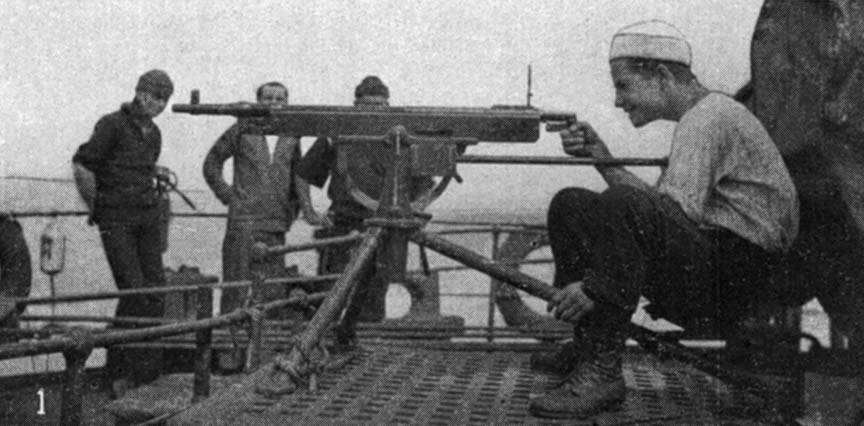
مسلسل کلت-برونینگ ام۱۸۹۵ در خدمت فرانسه، جنگ جهانی یکم

- استرالیا
- کانادا
- اسپانیا
- چکسلواکی[۲]
- فرانسه
- پادشاهی ایتالیا
- مکزیک
- پادشاهی متوکلی یمن[۳]
- جمهوری فیلیپین
- Poland
- رومانی[۴]
- امپراتوری روسیه: 14,850 M1895/1914s were purchased[۵]
- فنلاند[۶]
- اروگوئه
- بریتانیا
- ایالات متحده آمریکا